# كويفينادين
الكويفينادين هو مضاد هستاميني ‏ من الجيل الثاني يسوق بشكل أساسي دول ما بعد الاتحاد السوفييتي. كيميائيا، يعتبر الكويفينادين مشتقا من الكوينوكليدينات.

## حالات الاستخدام
- حساسية الأنف
- الطفح البثري الحكاك الحاد والمزمن
- استسقاء وعائي
- التهاب الجلد
- التهاب الجلد المؤهب للحساسية
- الحكة[1]